# Wasted Years
Wasted Years je singl britské heavy metalové kapely Iron Maiden vydaný roku 1986 a natočený v klasické sestavě Dickinson/Harris/Murray/Smith/McBrain. Kromě titulní Wasted Years je zde známá také skladba Reach Out nazpívaná poněkud netradičně kytaristou Adrianem Smithem. Singl vydaný 6. září 1986 se nakonec v britském žebříčku umístil na 18. pozici.